# Banksia caleyi
Espèce
Classification APG III (2009)
Banksia caleyi, communément appelé Banksia lanterne rouge ou Banksia de Cayley, est une espèce d'arbustes du genre Banksia. On la trouve dans le sud de l'Australie occidentale au sud et à l'est de la Chaîne de Stirling. Elle pousse sous forme d'un buisson dense de 2 mètres de haut, avec des feuilles dentelées et des inflorescences rouges à l'envers des feuilles qui sont généralement cachées dans le feuillage. Elle est relativement résistante aux Phytophthora, contrairement à de nombreuses espèces de Banksia australiens occidentaux.

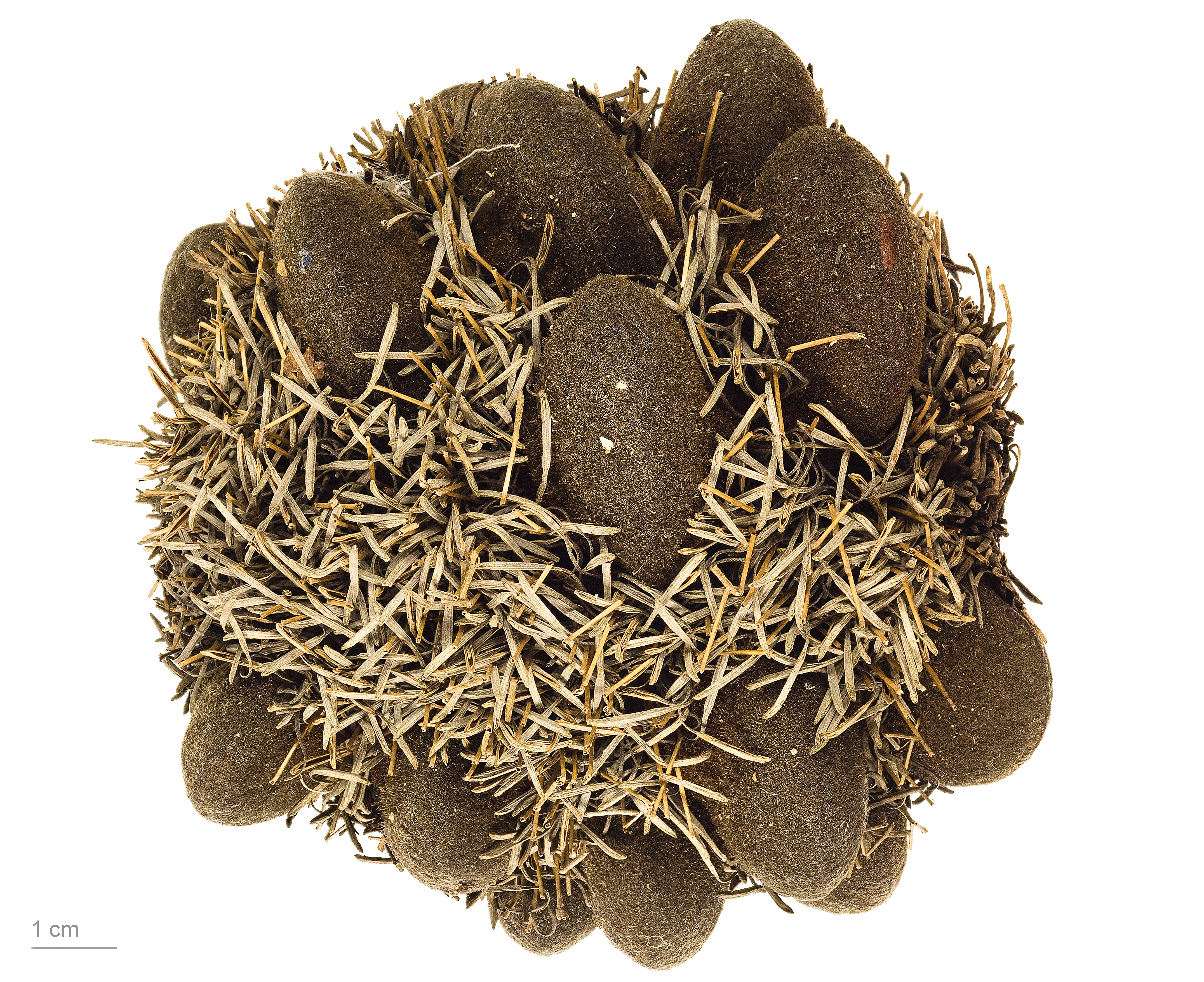
Fruits et graines de Banksia caleyi.